# 皎丹镇区
皎丹镇区，是缅甸仰光省丹林县下辖的一个镇区。

## 历史沿革
2022年4月30日，皎丹镇区划归丹林县管辖。